# Славяносербский язык
Славяносербский язык (сербскославянский, русскославянский; сл.-серб. славяносербскій, словенскій, серб. славеносрпски, словенски) — вариант сербского языка. Искусственно создан в XVIII веке на основе «русского» церковнославянского и литературного русского языков, а также ряда сербских диалектов. Использовался в качестве литературного языка в XVIII веке, а также в начале XIX века среди образованного населения Воеводины и сербской диаспоры в остальных частях Габсбургской монархии до победы лингвистической реформы Вука Караджича.

## Использование
В течение XVIII века сербы создавали светские произведения как на церковнославянском, так и на русском языках, но создавались также произведения и на народном языке, и на славяносербском.
Славяносербский язык существовал без определённых грамматических правил и норм. Смешанный язык, предоставлял пишущим богатые возможности произвольного выбора и применения сербской, церковнославянской и русской лексики.
На славяносербский язык были переведены или на нём написаны проповеди, нравоучительные, художественные и исторические произведения, календари, грамматические пособия (по латинскому, венгерскому, итальянским языкам), жизнеописания, руководства по статистике, гигиене, ветеринарии, кулинарии, домоводству и прочим областям жизни.
Самыми яркими представителями и распространителями славяносербского языка были Захарие Орфелин и Милован Видакович, а также Лукиян Мушицки и Йован Хаджич.
В борьбе за создание единого сербского литературного языка, славяносербский имел шансы стать языком всех сербов и быть на месте современного сербского, чья норма была создана реформатором Вуком Караджичем на основе новоштокавского народного диалекта с примесью хорватской лексики. К середине XIX века употребление славяносербского начало снижаться, а после 1870 года он полностью вышел из обращения.

## Характеристика и грамматика

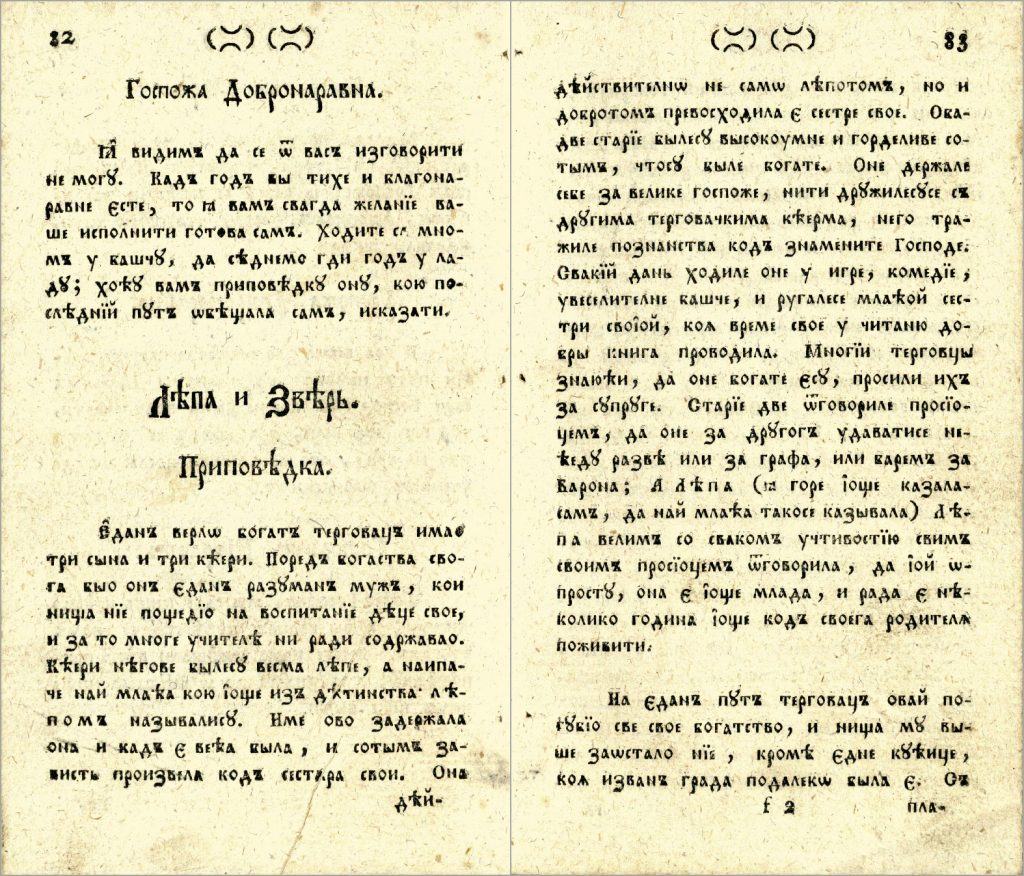
Красавица и Чудовище, славяносербский перевод, 1787

Пример славяносербского языка можно встретить в журнале «Славеносербски магазин» (Славяносербский журнал) Захария Орфелина: 
Весьма бы мені пріскорбно было, ако бі я кадгод чуо, что ты, мой сыне, упао у пянство, роскошь, безчініе, і непотребное жітіе.

при современном сербском: 
Веома би мени тужно било, ако би ја кадгод чуо, да си ти, сине мој, упао у пијанство, раскош, безкористност и непотребни живот.
По подобным примерам можно убедиться, что текст наполнен церковно-славянскими и русскими формами слов (роскошь, а не раскош, что, а не што или шта и т. д.); действует морфологический принцип письма, в отличие от фонематического принципа современного сербского языка. По примеру русского и церковно-славянского сохраняются «ы» и «о» (там, где в сербском в соответствии с произношением «и» и «а»), такие формы ближе формам праславянского языка (ср. что — *čьto, ты — *ty). При этом в данном примере обращает на себя внимание сближение именно с русским языком («житие» при наличии в церковно-славянском «живот», «весьма» при наличии «велми», союз «что»). Удерживаются окончания -т у глаголов настоящего времени 3-го лица, множественного числа («они могутъ» вместо «они могу») при его отсутствии в сербском языке.